# Episodi di The Pepsi-Cola Playhouse (prima stagione)
La prima stagione della serie televisiva The Pepsi-Cola Playhouse è andata in onda negli Stati Uniti dal 2 ottobre 1953 al 26 settembre 1954 sulla ABC.
| nº | Titolo originale                | Prima TV USA      |
| -- | ------------------------------- | ----------------- |
| 1  | When a Lovely Woman             | 2 ottobre 1953    |
| 2  | Wait for Me Downstairs          | 9 ottobre 1953    |
| 3  | The Night Light at Vorden's     | 16 ottobre 1953   |
| 4  | Death Has a System              | 23 ottobre 1953   |
| 5  | The Ragged Stranger             | 30 ottobre 1953   |
| 6  | Melody in Black                 | 6 novembre 1953   |
| 7  | The House Nobody Wanted         | 13 novembre 1953  |
| 8  | Claire                          | 20 novembre 1953  |
| 9  | Frozen Escape                   | 27 novembre 1953  |
| 10 | Vacation Wife                   | 4 dicembre 1953   |
| 11 | The Motive Goes Round and Round | 11 dicembre 1953  |
| 12 | Death Makes a Pass              | 18 dicembre 1953  |
| 13 | Who Is Sylvia?                  | 25 dicembre 1953  |
| 14 | Miss Darkness                   | 1º gennaio 1954   |
| 15 | The Gold Thumb                  | 8 gennaio 1954    |
| 16 | Account Closed                  | 15 gennaio 1954   |
| 17 | Farewell Performance            | 22 gennaio 1954   |
| 18 | Too Gloomy for Private Puskin   | 29 gennaio 1954   |
| 19 | The Psychophonic Nurse          | 5 febbraio 1954   |
| 20 | A Far, Far Better Thing         | 12 febbraio 1954  |
| 21 | Live a Little                   | 19 febbraio 1954  |
| 22 | His Brother's Girl              | 26 febbraio 1954  |
| 23 | Taps for a Hoofer               | 5 marzo 1954      |
| 24 | Don't You Remember?             | 12 marzo 1954     |
| 25 | Open Season                     | 19 marzo 1954     |
| 26 | The Silence                     | 26 marzo 1954     |
| 27 | The Grey and Gold Dress         | 2 aprile 1954     |
| 28 | Borrow My Car                   | 9 aprile 1954     |
| 29 | Hollywood, Home Sweet Home      | 16 aprile 1954    |
| 30 | The Sound of Silence            | 23 aprile 1954    |
| 31 | And the Beasts Were There       | 30 aprile 1954    |
| 32 | Girl on the Drum                | 7 maggio 1954     |
| 33 | The Black Purse                 | 14 maggio 1954    |
| 34 | Fie, Fie, Fifi                  | 21 maggio 1954    |
| 35 | Grenadine                       | 28 maggio 1954    |
| 36 | Unfair Game                     | 4 giugno 1954     |
| 37 | Terror Train                    | 11 giugno 1954    |
| 38 | Doubled in Danger               | 18 giugno 1954    |
| 39 | When the Police Arrive          | 25 giugno 1954    |
| 40 | Dear Little Fool                | 4 luglio 1954     |
| 41 | Uncle Charlie                   | 11 luglio 1954    |
| 42 | The Whistling Room              | 18 luglio 1954    |
| 43 | Bachelor's Week-end             | 25 luglio 1954    |
| 44 | Annual Honeymoon                | 1º agosto 1954    |
| 45 | Long, Long Ago                  | 8 agosto 1954     |
| 46 | Mungahana                       | 15 agosto 1954    |
| 47 | The Perfect Gentleman           | 22 agosto 1954    |
| 48 | Playmates                       | 29 agosto 1954    |
| 49 | Adopted Son                     | 5 settembre 1954  |
| 50 | A Mansion for Jimmy             | 12 settembre 1954 |
| 51 | One Thing Leads to Another      | 19 dicembre 1954  |
| 52 | Portrait of Tobey               | 26 settembre 1954 |

## When a Lovely Woman
- Prima televisiva: 2 ottobre 1953

### Trama
- Interpreti: Barbara Billingsley, Marguerite Chapman, Arlene Dahl (se stessa  - presentatrice, Irene Hervey, James Millican, Tony Randall, Ron Randell, Karen Sharpe, Dick Simmons

## Wait for Me Downstairs
- Prima televisiva: 9 ottobre 1953

### Trama
- Interpreti: John Hudson, Allene Roberts

## The Night Light at Vorden's
- Prima televisiva: 16 ottobre 1953
- Diretto da: Leslie H. Martinson

### Trama
- Interpreti: Jean Byron (Vanessa Vorden), Mira McKinney (Bianca Vorden), Bruce Payne (dottor Paul Tabor), Craig Stevens (Ward Preston), Emmett Vogan (Harold Atkins)

## Death Has a System
- Prima televisiva: 23 ottobre 1953

### Trama
- Interpreti: Ian MacDonald, Kim Spalding

## The Ragged Stranger
- Prima televisiva: 30 ottobre 1953

### Trama
- Interpreti: Joanne Davis, Michael Hall, Hayden Rorke

## Melody in Black
- Prima televisiva: 6 novembre 1953

### Trama
- Interpreti: Nancy Gates (Peggy Harper), Peter Graves (Fred Crain), Robert Paige (Roger Libbott)

## The House Nobody Wanted
- Prima televisiva: 13 novembre 1953

### Trama
- Interpreti: Fredric Brown, Marilyn Erskine, Craig Stevens

## Claire
- Prima televisiva: 20 novembre 1953

### Trama
- Interpreti: Arlene Dahl (se stessa  - presentatrice, Marguerite Chapman, Walter Coy, Marilyn Erskine

## Frozen Escape
- Prima televisiva: 27 novembre 1953

### Trama
- Interpreti: Arlene Dahl (se stessa  - presentatrice, Morris Ankrum (Tom), Jorja Curtright (Julie), DeForest Kelley (Jeff)

## Vacation Wife
- Prima televisiva: 4 dicembre 1953

### Trama
- Interpreti: Geraldine Carr (Nella), Dorothy Green (Selma), Robert Hutton (David), Robert Paige (Sam), Frances Rafferty (Penny)

## The Motive Goes Round and Round
- Prima televisiva: 11 dicembre 1953
- Diretto da: Robert G. Walker

### Trama
- Interpreti: Arlene Dahl (se stessa  - presentatrice, Ludwig Donath (Operator), Joseph Forte (cassiere), Paul Keast, Don Kennedy, Eve Miller, Marvin Press, Gene Roth

## Death Makes a Pass
- Prima televisiva: 18 dicembre 1953

### Trama
- Interpreti: Arlene Dahl (se stessa  - presentatrice, Lloyd Corrigan, Jay Novello

## Who Is Sylvia?
- Prima televisiva: 25 dicembre 1953

### Trama
- Interpreti: Rick Jason, Frances Rafferty

## Miss Darkness
- Prima televisiva: 1º gennaio 1954
- Diretto da: Leslie H. Martinson
- Soggetto di: Fredric Brown

### Trama
- Interpreti: Arlene Dahl (se stessa  - presentatrice, Dee Carroll, Peter Graves

## The Gold Thumb
- Prima televisiva: 8 gennaio 1954

### Trama
- Interpreti: Jeanne Cooper (Martha), Arlene Dahl (se stessa  - presentatrice, Dolores Mann (Annie), Walter Reed (William Martin)

## Account Closed
- Prima televisiva: 15 gennaio 1954

### Trama
- Interpreti: Arlene Dahl (se stessa  - presentatrice, Carolyn Jones, George Nader

## Farewell Performance
- Prima televisiva: 22 gennaio 1954

### Trama
- Interpreti: Arlene Dahl (se stessa  - presentatrice, John Hoyt, Joan Shawlee, Alan Napier, Leslie Bradley, Reginald Sheffield, Bess Flowers (Woman in Hallway)

## Too Gloomy for Private Puskin
- Prima televisiva: 29 gennaio 1954

### Trama
- Interpreti: Arlene Dahl (se stessa  - presentatrice, Steve Brodie, Robert Strauss

## The Psychophonic Nurse
- Prima televisiva: 5 febbraio 1954

### Trama
- Interpreti: Joanne Davis, Lee Marvin

## A Far, Far Better Thing
- Prima televisiva: 12 febbraio 1954

### Trama
- Interpreti: Robert Lowery (George Loring), Nancy Gates (Virginia Sills), Sally Mansfield (Betty Loring), Richard Gaines (Len Sills), Arlene Dahl (se stessa  - presentatrice, Franklyn Farnum (Ship passeggero), Bess Flowers (Ship Passenger)

## Live a Little
- Prima televisiva: 19 febbraio 1954

### Trama
- Interpreti: Arlene Dahl (se stessa  - presentatrice, Jean Byron, Walter Coy, George Eldredge, Bethel Leslie, Marie Windsor

## His Brother's Girl
- Prima televisiva: 26 febbraio 1954

### Trama
- Interpreti: Nancy Gates, Keith Larsen, George Nader

## Taps for a Hoofer
- Prima televisiva: 5 marzo 1954

### Trama
- Interpreti: Arlene Dahl (se stessa  - presentatrice, Tol Avery (Howard), Rick Jason (Tony), Andrea King, Peggy Knudsen, Roy Roberts, Murvyn Vye (tenente Dailey)

## Don't You Remember?
- Prima televisiva: 12 marzo 1954

### Trama
- Interpreti: Nancy Gates, Philip Ober

## Open Season
- Prima televisiva: 19 marzo 1954

### Trama
- Interpreti: Lee Marvin, Douglass Montgomery, Dennis Morgan

## The Silence
- Prima televisiva: 26 marzo 1954

### Trama
- Interpreti: Arlene Dahl (se stessa  - presentatrice, Rod Cameron, Carolyn Jones

## The Grey and Gold Dress
- Prima televisiva: 2 aprile 1954

### Trama
- Interpreti: Arlene Dahl (se stessa  - presentatrice, Jan Arvan, Peggy Converse (Jane), Gerry Gaylor, Gertrude Michael (Coralee), Vera Miles (Nancy)

## Borrow My Car
- Prima televisiva: 9 aprile 1954

### Trama
- Interpreti: Lola Albright (Jane), Virginia Brissac (Mrs. Adams), Alan Dexter (Mike Stabler), Louis Jean Heydt (sergente Brenner), Robert Patten (Jim Miller), William Phipps (Rick Cleary)

## Hollywood, Home Sweet Home
- Prima televisiva: 16 aprile 1954

### Trama
- Interpreti: Frances Bavier, Francis X. Bushman, Lloyd Corrigan

## The Sound of Silence
- Prima televisiva: 23 aprile 1954

### Trama
- Interpreti: Sally Brophy, Jack Kelly, Carl Benton Reid

## And the Beasts Were There
- Prima televisiva: 30 aprile 1954

### Trama
- Interpreti: William Bishop, Paul Cavanagh, Jorja Curtright, John Doucette

## Girl on the Drum
- Prima televisiva: 7 maggio 1954

### Trama
- Interpreti: Lita Baron, Joanne Jordan, Jack Kelly, Carleton Young

## The Black Purse
- Prima televisiva: 14 maggio 1954

### Trama
- Interpreti: Pat Carroll, Patrick O'Neal

## Fie, Fie, Fifi
- Prima televisiva: 21 maggio 1954

### Trama
- Interpreti: Frances Bavier (Thelma), Lloyd Corrigan (Jerome), Fifi D'Orsay (Fifi), Harry Stewart (Ole)

## Grenadine
- Prima televisiva: 28 maggio 1954

### Trama
- Interpreti: William Bishop, Sally Blane

## Unfair Game
- Prima televisiva: 4 giugno 1954

### Trama
- Interpreti: Marguerite Chapman (Barbara Nicholson), Joan Elan (Sylvia Rouse), Gavin Muir (Mr. Rouse), Richard Travis (Mark Nicholson)

## Terror Train
- Prima televisiva: 11 giugno 1954

### Trama
- Interpreti: Whit Bissell, Frances Rafferty

## Doubled in Danger
- Prima televisiva: 18 giugno 1954

### Trama
- Interpreti: Lawrence Dobkin, Carolyn Jones, William Phipps

## When the Police Arrive
- Prima televisiva: 25 giugno 1954

### Trama
- Interpreti: Hillary Brooke, Cesar Romero

## Dear Little Fool
- Prima televisiva: 4 luglio 1954

### Trama
- Interpreti: Leslie Banning, Patrick O'Neal

## Uncle Charlie
- Prima televisiva: 11 luglio 1954

### Trama
- Interpreti:

## The Whistling Room
- Prima televisiva: 18 luglio 1954

### Trama
- Interpreti: Alan Napier, Barbara Bestar, Edmund Purdom, Charles Evans, Tyler MacDuff

## Bachelor's Week-end
- Prima televisiva: 25 luglio 1954

### Trama
- Interpreti: Robert Paige

## Annual Honeymoon
- Prima televisiva: 1º agosto 1954

### Trama
- Interpreti: Bonita Granville, Garry Moore, Alan Mowbray

## Long, Long Ago
- Prima televisiva: 8 agosto 1954

### Trama
- Interpreti: Dorothy Adams (Miss Fordham), Leslie Bradley (Tom Grant), David Bruce (dottore), Andrea King (Harriet Grant), Queenie Leonard (Lady), Jack Raine (Ed Newcomb), Tommy Rettig (Johnny)

## Mungahana
- Prima televisiva: 15 agosto 1954

### Trama
- Interpreti: John Hoyt

## The Perfect Gentleman
- Prima televisiva: 22 agosto 1954

### Trama
- Interpreti: Bruce Cabot

## Playmates
- Prima televisiva: 29 agosto 1954

### Trama
- Interpreti: Linda Green, Moyna MacGill, Alan Napier, Nelson Welch, Natalie Wood

## Adopted Son
- Prima televisiva: 5 settembre 1954

### Trama
- Interpreti: Frances Gifford (madre), Gordon Oliver (padre), Dee Pollock (Boy)

## A Mansion for Jimmy
- Prima televisiva: 12 settembre 1954

### Trama
- Interpreti: Paul Collins (Red), Gordon Gebert (Phil), Pat Mitchell (Jimmy), Robert Paige (The Father)

## One Thing Leads to Another
- Prima televisiva: 19 dicembre 1954

### Trama
- Interpreti:

## Portrait of Tobey
- Prima televisiva: 26 settembre 1954

### Trama
- Interpreti: John Qualen, Lynne Roberts